# Revoluția Belgiană

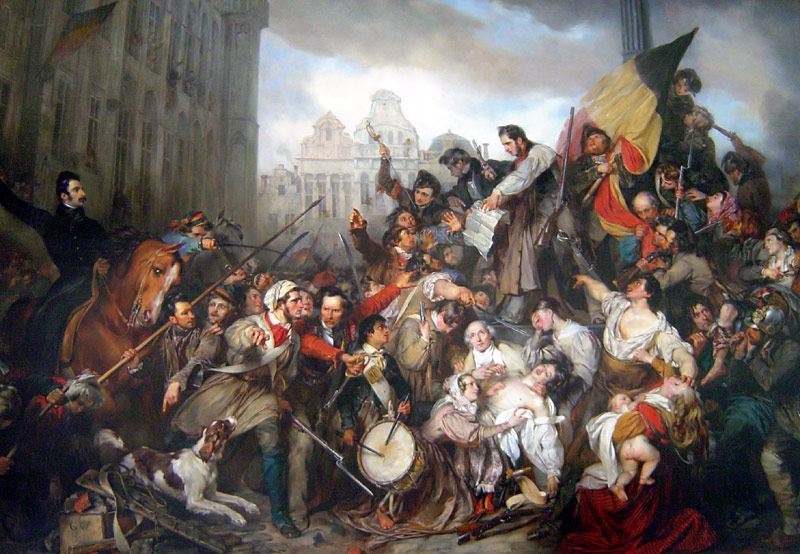
Revoluția belgiană

Sub numele de Revoluție belgiană se înțelege revolta din 1830 a populației din sudul Regatului Unit al Țărilor de Jos. Populația respectivă era în mare parte de confesiune catolică și s-a revoltat împotriva dominației provinciilor din nordul regatului care erau de confesiune protestantă. Această revoltă, din luna august 1830, a provocat în câteva săptămâni separarea provinciei Valonia, unde populația vorbea în majoritate valona (franceza), de provinciile din nord în care populația era în mare majoritate flamandă. Revoluția a creat premisele formării statului belgian modern. Acest conflict național și religios este asemănător cu cel din perioada secolelor XIV-XVI, care a avut loc între provincia burgundă a Țărilor de Jos și teritoriul Țărilor de Jos care era sub stăpânire spaniolă.